# Семёновское сельское поселение (Волгоградская область)
Семёновское се́льское поселе́ние — муниципальное образование в составе Камышинского района Волгоградской области.
Административный центр — село Семёновка.

## История
Семёновское сельское поселение образовано 5 марта 2005 года в соответствии с Законом Волгоградской области № 1022-ОД.

## Население
| 2010  | 2012  | 2013  | 2014  | 2015  | 2016  | 2017  |
| ----- | ----- | ----- | ----- | ----- | ----- | ----- |
| 1324  | ↘1309 | ↘1283 | ↘1263 | ↘1252 | ↘1230 | ↘1206 |
| 2018  | 2019  | 2020  | 2021  |       |       |       |
| ↗1229 | ↘1213 | ↘1173 | ↘1144 |       |       |       |

## Состав сельского поселения
| № | Населённый пункт | Тип населённого пункта       | Население |
| - | ---------------- | ---------------------------- | --------- |
| 1 | Калиновка        | хутор                        | 301       |
| 2 | Семёновка        | село, административный центр | ↘1023     |

### Упразднённые населённые пункты
- Роднички — упразднённое в 2007 году село[13].